# Artur Soares Dias
Artur Manuel Ribeiro Soares Dias (Vila Nova de Gaia, 14 luglio 1979) è un ex arbitro di calcio portoghese.

## Carriera
Arbitro per la federazione portoghese dalla stagione 1996-97, Artur Soares raggiunge celermente la massima divisione e a partire dal 1º gennaio 2010 è nominato internazionale, diventando l'arbitro portoghese più giovane di sempre (30 anni e 6 mesi) ad avere raggiunto questo traguardo. Nel 2011 è selezionato dall'UEFA per i campionati europei di calcio Under 17, in programma in Serbia. Nell'occasione dirige due partite della fase a gironi e una delle semifinali. Nel 2012, dopo aver diretto diverse partite tra nazionali under 21, valide per le qualificazioni agli europei di categoria, il 4 ottobre 2012 fa anche il suo esordio nella fase a gironi dell'Europa League. Nel maggio del 2013 è tra gli arbitri selezionati per il Torneo di Tolone. Nell'occasione viene designato per dirigere la finale tra Colombia e Brasile. Poco dopo, convocato dall'UEFA, prende parte alla Coppa delle Regioni, edizione 2013 tenutasi in Veneto. Anche in questa circostanza ottiene la designazione per la finale, disputata tra i padroni di casa e la Selección Catalana. Nell'agosto 2013 è designato per la Supertaça Cândido de Oliveira (la Supercoppa Portoghese), disputatasi nell'occasione tra Porto e Vitória Guimarães. Nel marzo 2015 viene resa nota dalla FIFA la sua convocazione al Mondiale Under 20, in programma tra maggio e giugno 2015 in Nuova Zelanda. Nell'ottobre 2016 fa il suo esordio nella fase a gironi di Champions League, dirigendo un match tra Arsenal e Ludogorets Razgrad. Nel dicembre 2017 è selezionato dalla FIFA in qualità di VAR alla Coppa del mondo per club FIFA 2017. Il 30 aprile 2018 viene selezionato ufficialmente in qualità di VAR dalla FIFA per i mondiali di campionato del mondo 2018.. Nel 2021 dirige tre gare della fase play off dell'Europa League un ottavo, un quarto e la semifinale tra Villareal e Arsenal. Viene convocato dalla UEFA per Euro 2020 dove dirige 2 gare della fase a gironi Turchia-Galles e Rep. Ceca-Inghilterra. Nell'aprile 2021 viene selezionato per il torneo di calcio della XXXII Olimpiade Tokyo 2020, svoltosi tra la fine di luglio e l'inizio di agosto 2021. Qui dirige 2 partite, Giappone-Messico 2-1 e Egitto - Australia 2-0. Inoltre funge da quarto ufficiale nella finale per la medaglia d'oro tra Brasile e Spagna (2-1 dopo tempi supplementari) diretta dall'australiano Chris Beath. Il 23 aprile 2024 la UEFA lo ha convocato per il campionato d'Europa 2024 in Germania, insieme agli assistenti Paulo Soares e Pedro Ribeiro, ed al VAR Tiago Martins.
Il 13 maggio 2024 viene designato per dirigere la finale di Conference League Olympiacos-Fiorentina.